# Spoorlijn Rouen-Gauche - Petit-Couronne (kadesporen)
De Spoorlijn Rouen-Gauche - Petit-Couronne (kadesporen) is een Franse spoorlijn op de linkeroever van de Seine in Rouen. De lijn is 8,8 km lang en heeft als lijnnummer 365 000.

## Geschiedenis
De lijn tussen Rouen-Orléans en Le Grand-Quevilly werd geopend door de Compagnie des chemins de fer de l'Ouest op 8 januari 1883. Na de geallieerde bombardementen in 1944 en de vernietiging van het toenmalige station Rouen-Orléans werd in 1951 een tracé geopend vanaf station Rouen-Rive-Gauche. In 1978 werd de lijn aan de zuidkant verlengt tussen Le Grand-Quevilly - Petit-Couronne om aan te sluiten op de havenspoorlijn Rouen-Rive-Gauche.

## Aansluitingen
In de volgende plaatsen is of was er een aansluiting op de volgende spoorlijnen:
Rouen-Rive-Gauche
RFN 340 309, raccordement van het dépôt van Sotteville
RFN 364 300, raccordement des deux Gares (Rouen-Rive-Gauche)
RFN 367 300, raccordement van Eauplet
RFN 369 000, spoorlijn tussen Sotteville en Rouen-Rive-Gauche
Rouen-Orléans
RFN 365 501, havenspoorlijn Rouen-Rive-Gauche
Petit-Quevilly
RFN 365 502, raccordement van Petit-Quevilly
Grand-Quevilly
RFN 370 000, spoorlijn tussen Saint-Georges-Motel en Grand-Quevilly
Petit-Couronne
RFN 365 501, havenspoorlijn Rouen-Rive-Gauche

## Elektrische tractie
De lijn werd in 1983 geëlektrificeerd met een spanning van 25.000 volt 50 Hz. 

## Galerij

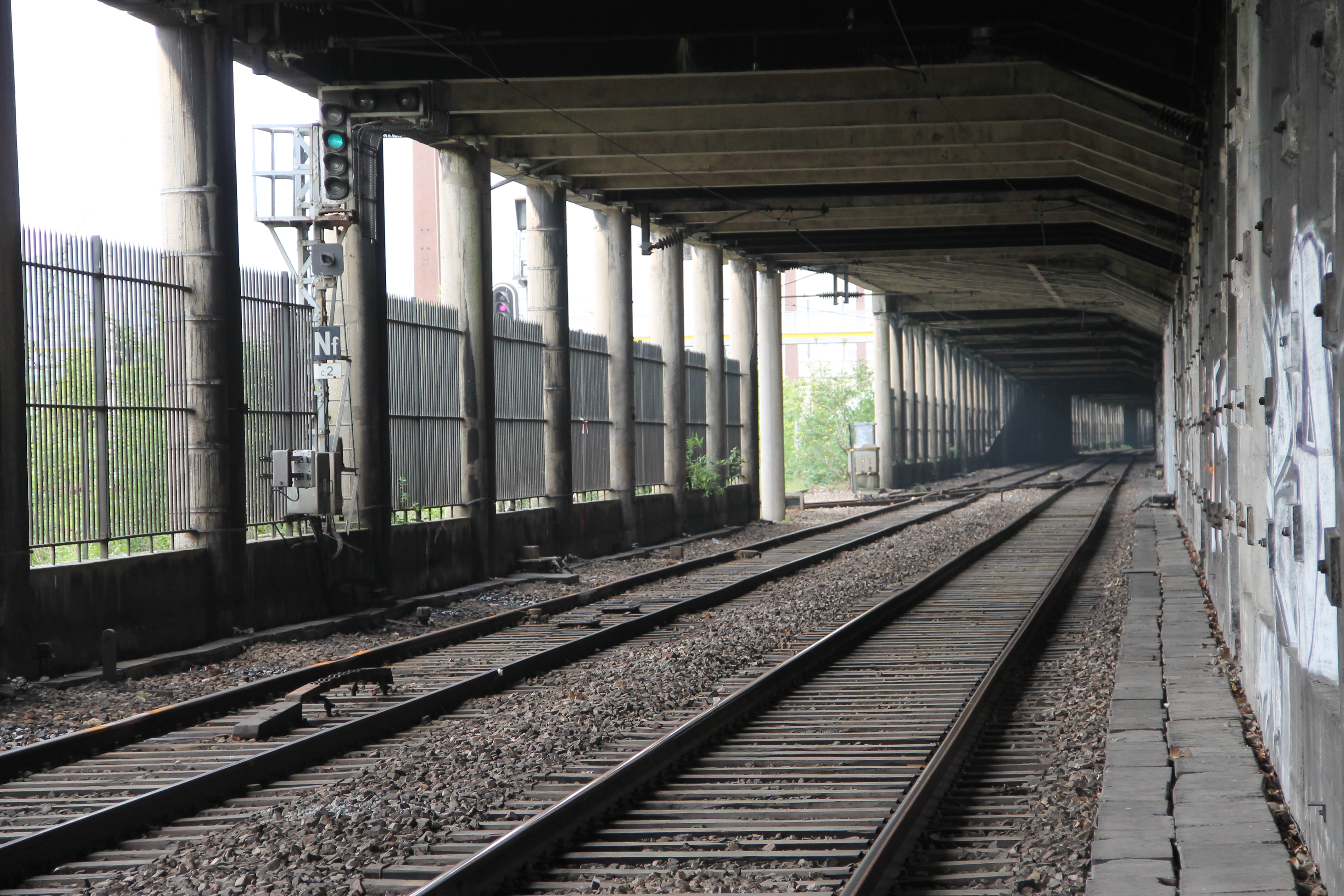
Overkapte gedeelte bij Rouen-Rive-Gauche
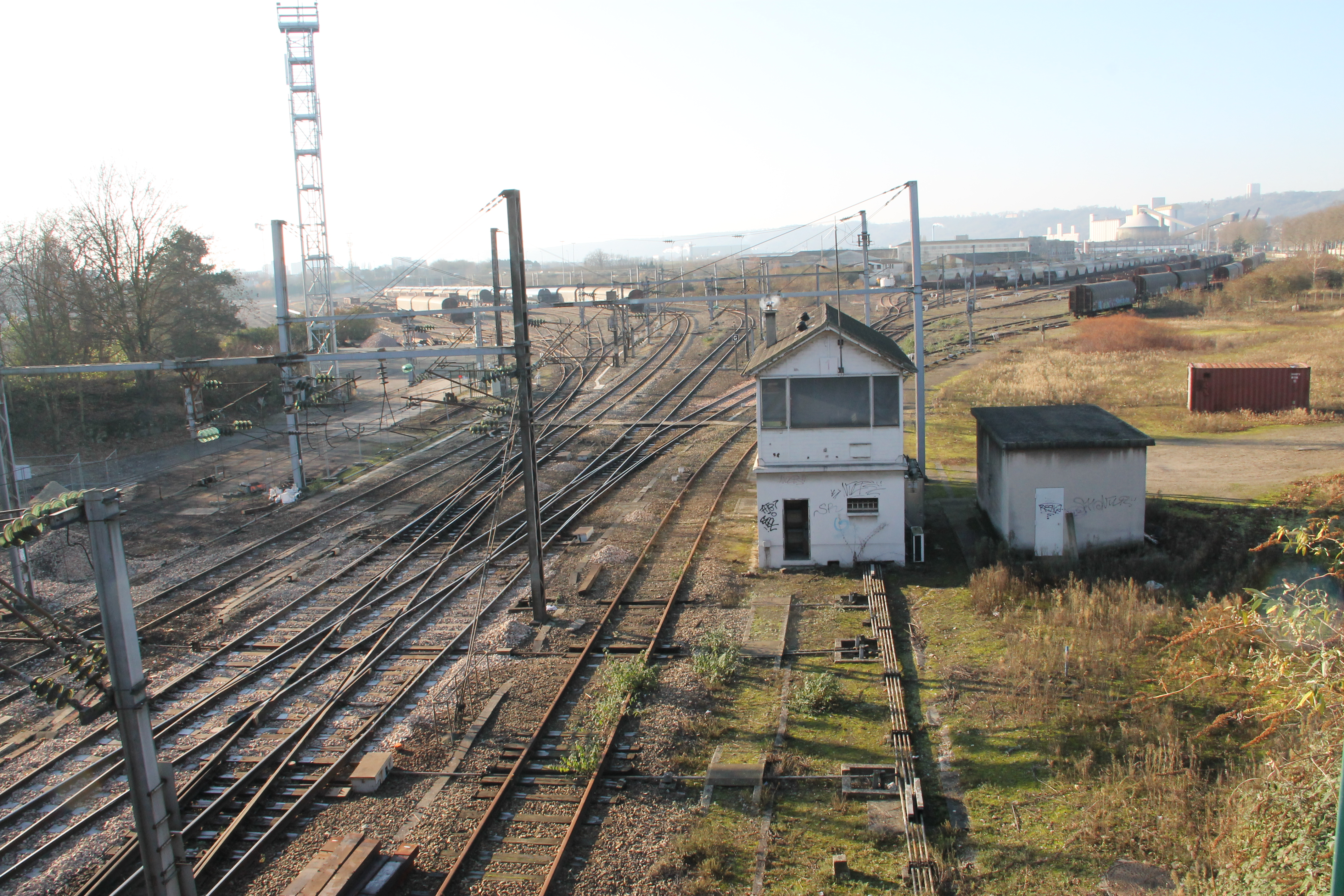
Rangeerstation van Rouen-Orléans
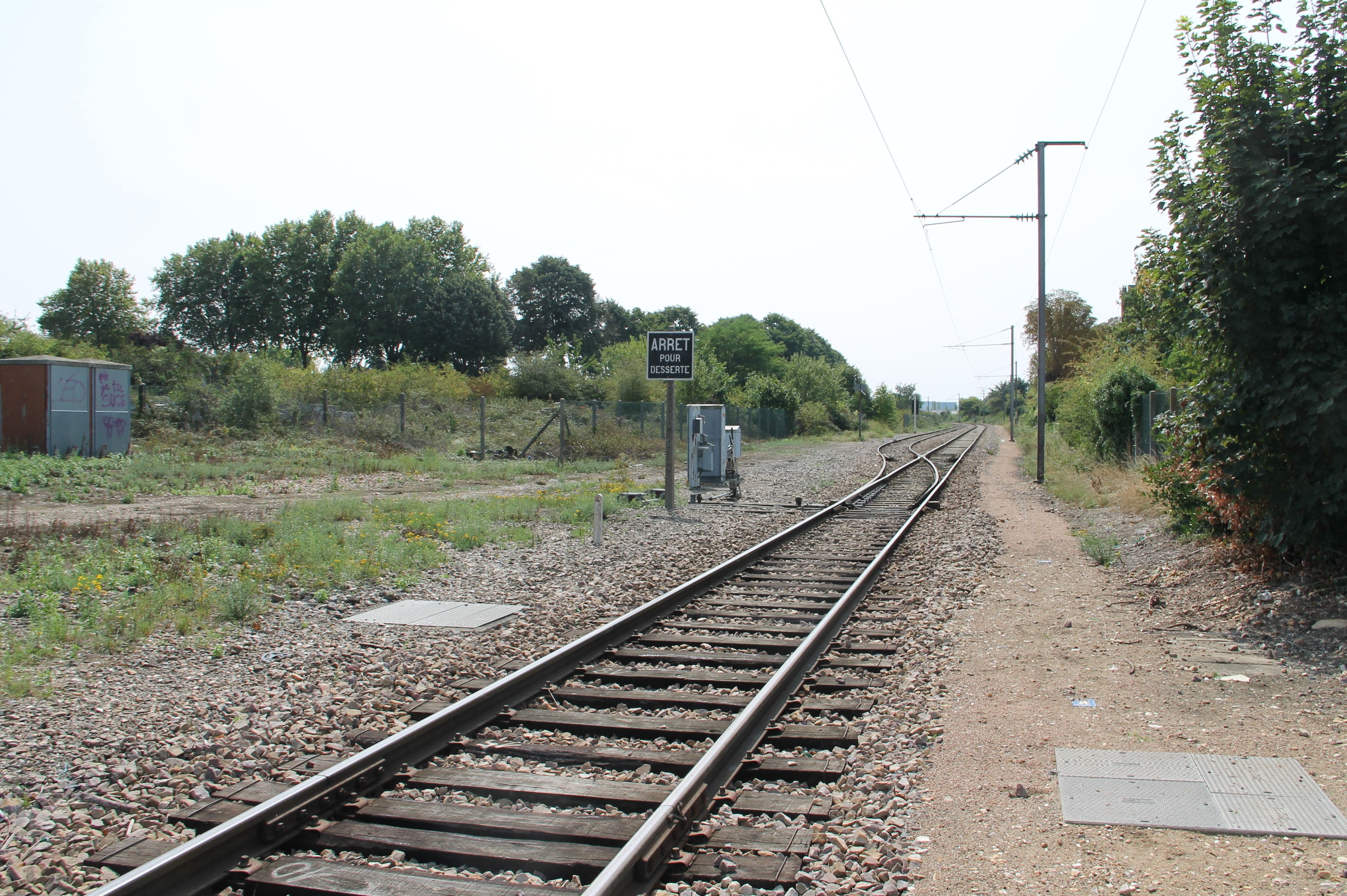
Aansluiting bij Grand-Quevilly
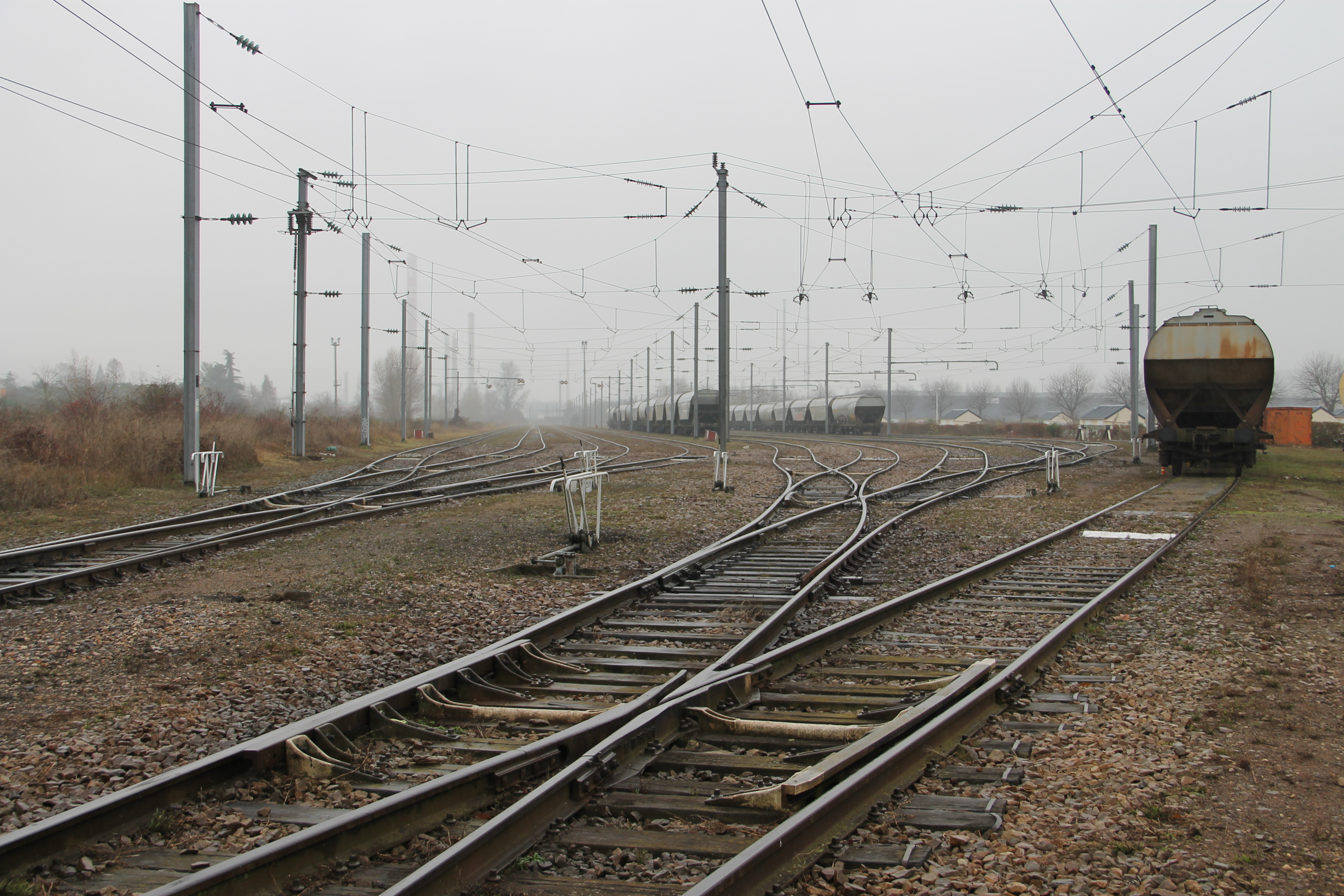
Voormalige spoorbundel van Shell bij Petit-Couronne